# Philippe Poutou
Philippe Poutou (Villemomble (Sena-Saint Denis), 17 de marzo de 1967 - ) es un político francés de extrema izquierda miembro del Nuevo Partido Anticapitalista (NPA), la sección francesa del Secretariado Unificado de la IV Internacional.
Candidato del NPA en las elecciones presidenciales de 2012, obtuvo el 1,15 % de los votos. Vuelve a ser candidato en las elecciones presidenciales de 2017, donde obtiene el 1,09 % de los votos.
Jefe de la lista conjunta NPA-Francia Insumisa en las elecciones municipales de 2020 en Burdeos, al obtener 9,39 % en la segunda vuelta fue elegido concejal municipal junto con otros dos miembros de lista.

## Biografía
Philippe Poutou es hijo de padre empleado de correos y de madre ama de casa. Durante la campaña para las elecciones presidenciales de 2017, declaró vivir en concubinato.
Philippe Poutou hizo sus pininos en el activismo desde el liceo, en 1984, declarándose en esa época "anarquista, anti-Pinochet, por Mandela, contra el apartheid, anti-nuclear y hippie". Varios años después, en 1995, a los 27 años, con varios amigos se unió a las filas de Lucha Obrera, partido del que fue militante hasta 1997.
Obrero en una fábrica de cajas de velocidades de Ford en Blanquefort (Gironda), milita en las filas de la Confederación General del Trabajo (CGT) contra el cierre de ésta, que finalmente se produce en 2019.
Candidato del Nuevo Partido Anticapitalista (NPA) en las elecciones presidenciales de 2012, obtiene el 1,15 % de los votos. Vuelve a ser candidato en las elecciones presidenciales de 2017, donde obtiene el 1,09 % de los votos.
Jefe de la lista "Burdeos en lucha", apoyada por el NPA, Francia Insumisa y los chalecos amarillos en las elecciones municipales de 2020 en Burdeos, es electo concejal municipal al final de la segunda vuelta.
En 2021, fue investido por tercera vez por su partido para las elecciones presidenciales de 2022.